# Trijn Voornen
Trijn Voornen, född 1530, död 1607, holländsk frihetskämpe. Hon är känd för att ha lett stormningen av det befästa spanska garnisonsslottet Vredenburg i Utrecht under nederländska frihetskriget 1577. Hon intar en viktig plats i den holländska historieskrivningen. 
Gift 1550 med bryggaren Jan Jacobsz. van Leemput (d. 1590), och hade två döttrar och en son. 